# Shihad
I Shihad sono un gruppo musicale rock neozelandese formatosi nel 1988 a Melbourne, Australia. A causa degli attentati dell'11 settembre 2001, tra il 2002 e il 2005 hanno adottato il nome Pacifier.

## Formazione

### Formazione attuale
- Jon Toogood – voce, chitarra ritmica (1988 - presente)
- Phil Knight – chitarra solista, sintetizzatore, cori (1988 - presente)
- Karl Kippenberger – basso, cori (1991 - presente)
- Tom Larkin – batteria, cori (1988 - presente)

### Ex componenti
- Geoff Duncan – basso (1988 - 1989)
- Geoff Daniels – basso (1989)
- Hamish Laing – basso (1990 - 1991)

## Discografia
Album in studio
- 1993 – Churn
- 1995 – Killjoy
- 1996 – Shihad
- 1999 – The General Electric
- 2002 – Pacifier
- 2005 – Love Is the New Hate
- 2008 – Beautiful Machine
- 2010 – Ignite
- 2014 – FVEY
- 2021 – Old Gods

Album dal vivo
- 2003 – Pacifier: Live

Compilation
- 2011 – The Meanest Hits

EP
- 1990 – Devolve
- 1995 – Happy Families Tour
- 1996 – B-Sides
- 1997 – Flaming Soul/Gates of Steel
- 1998 – The Blue Light Disco
- 2002 – Suck On This
- 2008 – ZM Live Lounge